# Žuntići
Žuntići is een plaats in de gemeente Kanfanar in de Kroatische provincie Istrië. De plaats telt 25 inwoners (2001).